# 勒罗伊·伯勒尔
勒罗伊·伯勒尔（英語：Leroy Burrell，1967年2月21日—），美国男子田径运动员，主攻短跑。他曾代表美国参加1992年夏季奥林匹克运动会田径比赛，获得男子4×100米接力金牌。